# Zoryana Kushpler
Zoryana Kushpler (ukrainisch Зоряна Кушплер, Transl. Zorâna Kušpler; geboren in Lwiw (Lemberg), Ukraine) ist eine Opern- und Konzertsängerin (Mezzosopran). Sie ist die Zwillingsschwester der Pianistin Olena Kushpler.

## Leben
Die Mezzosopranistin SZoryana Kushpler wurde im ukrainischen Lwiw (Lemberg) geboren und lernte ab dem fünften Lebensjahr zunächst Klavier bei ihrer Mutter, wechselte aber später zur Violine. Ab 1993 studierte sie Gesang in der Klasse ihres Vaters Igor Kushpler an der Musikhochschule in Lwiw und trat bereits während des Studiums erfolgreich am dortigen Opernhaus als Rosina in Rossinis »Il Barbiere di Sevilla« sowie als Maddalena in Verdis »Rigoletto« auf.
1998 wechselte Kushpler an die Musikhochschule nach Hamburg in die Klasse von Judith Beckmann und erhielt wichtige künstlerische Impulse in Meisterkursen bei Teresa Berganza, Renata Scotto und Kurt Moll. Zu den zahlreichen Auszeichnungen, die ihr verliehen wurden, zählt der 1. Preis beim renommierten ARD-Musikwettbewerb in München im September 2000.

## Engagements
In den Jahren 2004 bis 2006 sang Kushpler im Ensemble des Stadttheaters Bern, wo sie u. a. als Sesto (»Giulio Cesare«), Masha (»Tri Sestry«), Marchesa Melibea (»Il viaggio a Reims«), Suzuki (»Madama Butterfly«) und Preziosilla (»La forza del destino«) zu hören war.
Von 2007 bis 2020  war sie festes Ensemblemitglied der Wiener Staatsoper und feierte dort große Erfolge als Ulrica (»Un ballo in maschera«), Preziosilla, Fenena (»Nabucco«), Maddalena, Lola (»Cavalleria rusticana«), Smeton (»Anna Bolena«) und Suzuki, Polina (»Pique Dame«), Olga (»Eugen Onegin«), Sonjetka (»Lady Macbeth von Mzensk«), Giulietta (»Les contes d'Hoffmann«) und Marcellina (»Le nozze di Figaro«), sowie als Prinz Orlofsky (»Die Fledermaus«), Adelaide (»Arabella«), Mary (»Der fliegende Holländer«), Magdalena (»Die Meistersinger von Nürnberg«), Floßhilde (»Das Rheingold«), Schwertleite (»Die Walküre«) und Erste Norn (»Götterdämmerung«).
Zudem ist sie seit 2008 regelmäßiger Gast an der Volksoper Wien und war dort bisher als Carmen, Giulietta, Maddalena oder Orlofsky zu erleben. Seit 2020  tritt Kushpler an der Wiener Staatsoper sowie an der Volksoper Wien  regelmäßig als Gast auf!

## Gastspiele
Ihre Gastspieltätigkeit führte Kushpler im Jahr 2000 an das Ständetheater Prag, wo sie die Partie des Sesto in Mozarts »La clemenza di Tito« verkörperte. Weiterhin sang sie Nerone in einer konzertanten Aufführung von Monteverdis »L'incoronazione di Poppea« in der Londoner Barbican Hall, Aminta in Mozarts »Il re pastore« bei den Innsbrucker Festwochen der Alten Musik und Marcellina auf einer Gastspielreise der Wiener Staatsoper in Japan.
Sie gastierte als Preziosilla an der Oper Köln, als Adelaide am Opernhaus Graz und als Prinz Orlofsky bei den Seefestspielen Mörbisch. Im Jahr 2014 debütierte Kushpler in der Londoner Royal Albert Hall in einer konzertanten Aufführung von Strauss’ »Elektra« sowie in der konzertanten Aufführung der Oper »Die vier Grobiane« von Wolf-Ferrari mit dem Symphonieorchester des Bayerischen Rundfunks in München.
Ihr Debüt in den Vereinigten Staaten gab sie 2012 in Mahlers Symphonie Nr. 3 mit dem Cleveland Orchestra sowie in Wagners Götterdämmerung 2013 mit den Bamberger Symphonikern. 2021 nach Stadttheater Bonn als Adelaide in „Arabella“ von R. Strauss.
Eine umfangreiche Zusammenarbeit verbindet Kushpler mit Dirigenten wie Seiji Ozawa, Neville Marriner, Franz Welser-Möst, Christian Thielemann, Semyon Bychkov, René Jacobs, Simone Young, Marco Armiliato, Alessandro De Marchi, Eiji Ōue und Christoph Eschenbach.

## Konzerte und Liedrezitale
Kushpler ist ebenfalls als Konzertsängerin in den europäischen Musikzentren aktiv. Eine Tournee mit dem Nationalen Symphonieorchester des Polnischen Rundfunks führte sie im Rahmen der berühmten Klubhaus-Konzerte in die Tonhalle Zürich, ins Stadtcasino Basel und die Victoria Hall Genf. Beim Schleswig-Holstein Musik Festival trat sie 2003 in Haydns »Nelson-Messe«, 2004 in einer stürmisch gefeierten konzertanten Aufführung von Dvořáks »Rusalka« und 2006 gemeinsam mit dem Petersen Quartett auf.
Im folgenden Jahr sang Kushpler mit der NDR Radiophilharmonie Hannover die Uraufführung der 2. Sinfonie »Requiem for a Poet« von Lera Auerbach, die Zusammenarbeit mit der jungen Komponistin führte sie im Sommer 2010 zum Verbier Festival.
2014 feierte sie ihr Debüt in der New Yorker Carnegie Hall als Solistin in Beethovens 9. Sinfonie im Rahmen der USA Turnee der Wiener Staatsoper unter der Leitvin Franz Welser-Möst.
Eine besondere Vorliebe hat Kushpler für den Liedgesang. Gemeinsam mit ihrer Zwillingsschwester, der Pianistin Olena Kushpler, gab sie Liederabende, unter anderem beim Rheingau-Musik-Festival und den Festspielen Mecklenburg-Vorpommern, in der Laeiszhalle Hamburg, Elbphilharmonie,  im Konzerthaus Berlin, in Kassel und Recklinghausen, im Wiener Musikverein sowie beim Schleswig-Holstein-Musik-Festival, bei welchem sie 2010 mit dem Förderpreis der »Walter und Charlotte Hamel Stiftung« für herausragende sängerische Leistungen ausgezeichnet wurde.
Im Rahmen einer Italientournee mit dem Petersen Quartett und dem Pianisten Alexander Schmalcz war sie zudem in Venedig, Mailand, Florenz und Ferrara zu hören.
Seit 2023 ist Kushpler Gesangsprofessorin an der Uni Mozarteum in Salzburg.

## Diskografie
- "Ukrainian InterMezzo" (CD) – mit ukrainischen Arien und Liedern. Zoryana Kushper/Luhansk Symphonie Orchester/Ivan Ostapovych. (Gramola 2023)
- Alexander von Zemlinsky: Lieder (CD) Zoryana Kushpler/ Linos Ensemble (Capriccio Delta 2017).
- „Canciones españolas“ (CD) – mit Liedern spanischer Komponisten. Zoryana Kushpler/Olena Kushpler(Capriccio Delta 2015),
- Wagner: Der Ring des Nibelungen (CD) – Chor und Orchester der Wiener Staatsoper / Christian Thielemann (Deutsche Grammophon 2013)
- Strauss: Die Fledermaus (DVD) – live von den Seefestspielen Mörbisch (2012)
- Strauss: Arabella (DVD & Blu-ray Disc) – live aus der Wiener Staatsoper (Electric Picture, Naxos 2012)
- Slavonic Souls – Slawische Seelen (CD) – Lieder von Tschaikowski, Rachmaninow, Rimski-Korsakow & Mussorgski – Zoryana Kushpler & Olena Kushpler (Capriccio Delta 2010)
- Gounod: Faust (CD) – live aus der Wiener Staatsoper (Electric Picture, Naxos 2010)
- Wagners Nibelungenring für Kinder (DVD) – Wiener Staatsoper (2007)
- Schostakowitsch & Auerbach (CD) – »Sechs Gedichte von Marina Zwetajewa« / Streichquartette – Zoryana Kushpler & Petersen-Quartett (Capriccio Delta 2006)
- La tregua (Original Motion Picture Soundtrack) (CD) – Zoryana Kushpler & Bulgarian Symphony Orchestra (New Sounds Multimedia 1997)